# 二甲基姜黄素
二甲基姜黄素（英語：Dimethylcurcumin，开发代号： ASC-J9）是一种有机化合物，化学式为C23H24O6，它是姜黄素的酚羟基全部被甲基化的产物，可由姜黄素和硫酸二甲酯或碘甲烷反应制得。它的β-二羰基可以和金属配位，形成配合物。